# Маларки, Майкл
Майкл Мала́рки (англ. Michael Malarkey, 21 июня 1983, Бейрут) — музыкант и американский актёр ирландского происхождения. Получил известность благодаря ролям вампира Энзо в телесериале «Дневники вампира» и капитана ВВС США Майкла Куинна в телесериале «Проект „Синяя книга“».

## Биография
Майкл родился 21 июня 1983 года в городе Бейруте, Ливан. Его отец Джим американец ирландского происхождения, а мать Надя является англичанкой арабско-итальянского происхождения. Вырос в Йеллоу Спрингс, Штат Огайо. В 2006 году переехал в Лондон. У Майкла есть два старших брата — Кевин и Даниэль.
Майкл учился в Лондонской академии музыки и драматического искусства (LAMDA), после чего долгое время работал в студии Silver Lining Entertainment и Hatton Mcewan Penford в Великобритании.
Молодой актёр пробовался на главную мужскую роль принца Максона в перезапуске пилота сериала «Отбор», после чего ему предложили роль Энзо в сериале «Дневники вампира». в котором он снимался с 2013 по 2017 год.

## Личная жизнь
В июне 2009 году женился на актрисе Надин Левингтон. Через 5 лет, 10 сентября 2014 года у пары родился первенец — сын Марлон. В конце августа 2019 года у пары появился второй сын — Хьюго Константин.

## Фильмография
| Год       |     | Русское название           | Оригинальное название          | Роль                           |
| --------- | --- | -------------------------- | ------------------------------ | ------------------------------ |
| 2001      | с   | Основа для жизни           | Grounded for Life              | владелец музыкального магазина |
| 2009      | кор | —                          | Good Morning Rachel            | Питер                          |
| 2011      | с   | Почему? Вопросы мироздания | Curiosity                      | Милтон Лонг                    |
| 2012      | кор | —                          | Ghost in the Machine           | ковбой                         |
| 2012      | с   | Тёмные материи             | Dark Matters: Twisted But True | Альтер / Фрэнк Гейзер          |
| 2013      | с   | Ссадина                    | Raw                            | Энтони                         |
| 2013      | ф   | —                          | Impirioso                      | Бруно                          |
| 2013—2017 | с   | Дневники вампира           | The Vampire Diaries            | Энзо Сент-Джон                 |
| 2014      | с   | Мистер Слоун               | Mr. Sloane                     | Крейг                          |
| 2014      | ки  | —                          | Dragon Age: Inquisition        | разные персонажи               |
| 2017      | с   | Жан-Клод Ван Джонсон       | Jean-Claude Van Johnson        | Дизель                         |
| 2018—2019 | с   | Клятва                     | The Oath                       | Сэм Фостер                     |
| 2019      | ф   | Насильственное разделение  | A Violent Separation           | Синч Бартон                    |
| 2019—2020 | с   | Проект «Синяя книга»       | Project Blue Book              | капитан ВВС Майкл Куинн        |